# Bryum wallaceanum
Bryum wallaceanum är en bladmossart som beskrevs av C. Müller 1898. Bryum wallaceanum ingår i släktet bryummossor, och familjen Bryaceae. Inga underarter finns listade i Catalogue of Life.